# Агаян, Цатур Павлович
Цатур Павлович Агаян (арм. Ծատուր Պավելի Աղայան; 12 января 1912, Зейлик, Кавказское наместничество — 3 декабря 1982, Ереван) — советский историк, политический и общественный деятель, педагог. Доктор исторических наук (1948), профессор (1950), академик АН Армянской ССР (1968). Заслуженный деятель науки Армянской ССР (1974). Лауреат Государственной премии Армянской ССР (1985).

## Биография
В 1938 году окончил исторический факультет МИФЛИ, затем — Ереванский педагогический институт.
В 1941 году окончил аспирантуру исторического факультета Московского государственного университета им. М. В. Ломоносова и защитил кандидатскую диссертацию, после чего до 1948 года работал в Институте истории АН Азербайджанской ССР г. Баку.

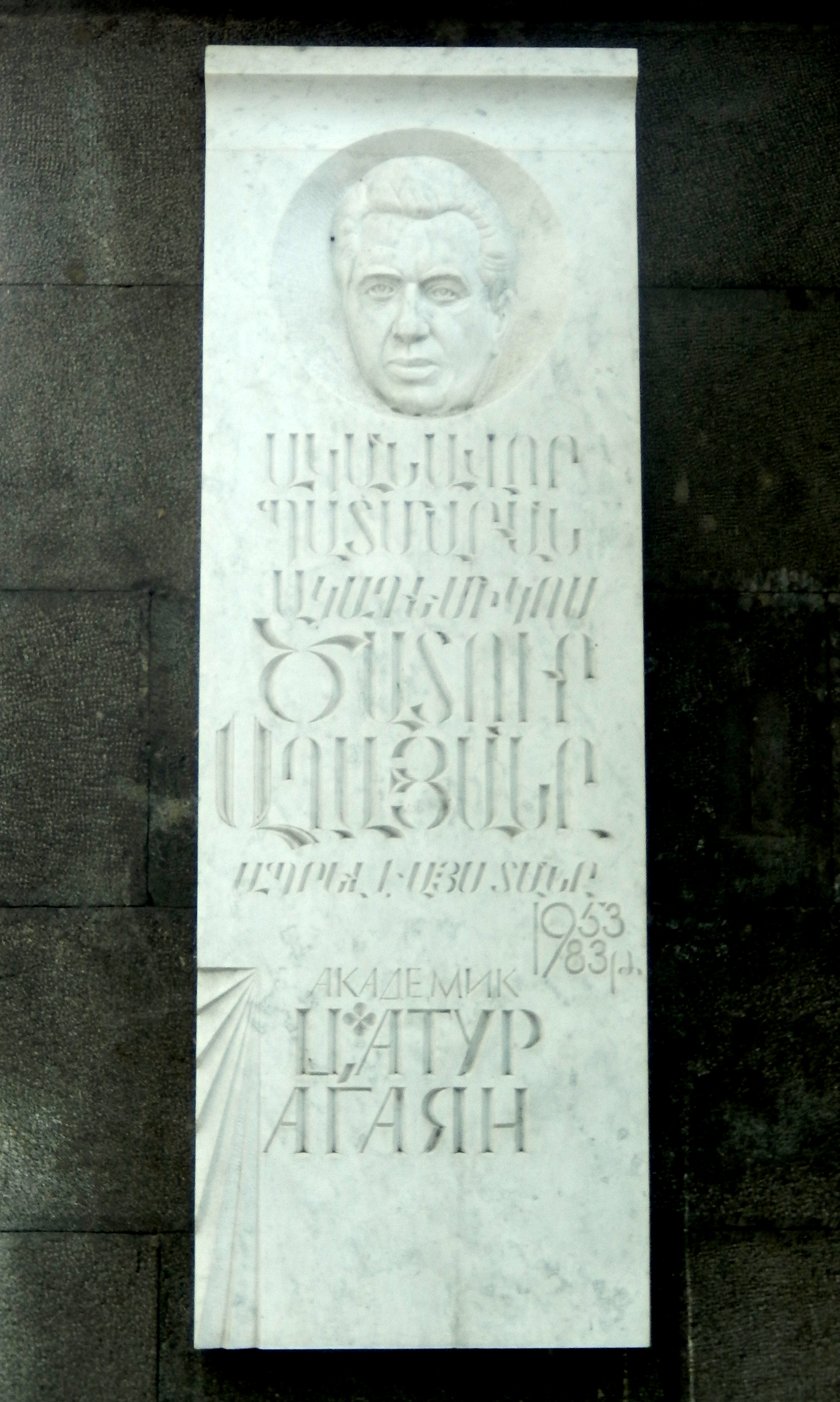
Мемориальная доска
Ц. Агаяну в Ереване (ул. Корюна, 25)

В 1948 году защитил докторскую диссертацию на тему «Крестьянская реформа в Азербайджане» (издана в Баку, 1956).
В 1948—1951 годах — старший научный сотрудник Института истории АН Армянской ССР.
В 1951—1954 годах — заведующий отделом науки и культуры ЦК Компартии Армении.
В 1954—1961 годах — заведующий отделом новой истории Института истории АН Армянской ССР. В 1961—1968 годах руководил Армянским филиалом Института марксизма-ленинизма при ЦК КПСС.
В 1963—1971 годах — член ЦК КП Армении, в 1971—1980 годах — член Контрольной комиссии ЦК КП Армении.
В 1972—1979 годах — заведующий отделом новой истории Института истории АН Армянской ССР.
1977—1982 годах — заведующий кафедрой истории КПСС Ереванского государственного университета.
Член-корреспондент (1950), действительный член АН Армянской ССР (1963). С апреля 1968 года — академик-секретарь Отделения общественных наук АН Армянской ССР.
Избирался депутатом Верховного Совета Армянской ССР VI и VII созывов.
Жил в Ереване, в д. 25 по улице Кирова (ныне — Корюна).
Сын Генри (1937—2020) — доктор биологических наук.

## Научная деятельность
Главные темы исследований: история общественной мысли, аграрных отношений в XIX веке, история революционного движения и социалистического строительства.

## Избранные труды
- Агаян Ц. П. Крестьянская реформа в Азербайджане в 1870 году / Акад. наук Азербайдж. ССР. Ин-т истории. — Баку: Изд-во АН Азербайдж. ССР, 1956. — 404 с. (Рецензия)
- Агаян Ц. П. и др. Армянская ССР / Ц. П. Агаян, С. В. Хармандарян, Г. А. Аветисян. — М.: Изд-во АН СССР, 1960. — 72 с. — (Научно-популярная серия АН СССР).
- Агаян Ц. П. Великий Октябрь и борьба трудящихся Армении за победу Советской власти / Акад. наук Арм. ССР. Ин-т истории. — Ереван: Изд-во АН Арм. ССР, 1962. — 449, [18] с.
- Агаян Ц. П. и др. Очерки истории Коммунистической партии Армении / Авт.: Агаян Ц. П., Аветисян В. А., Адонц М. А. и др. — Ереван: Айастан, 1967. — 640 с.
- Агаян Ц. П. Россия в судьбах армян и Армении / Междунар. гуманит. фонд арменоведения; Арм. ин-т политологии и междунар. права. — М.: Армбук, 1994. — 316, [1] с.
- Агаян Ц. П. Армяне в Турции / Пер. с арм. Жанны Шахназарян; Ред. и авт. вступ. ст. М. А. Гасратян; Конс. Ю. Г. Барсегов; Международный гуманитарный фонд арменоведения им. Ц. П. Агаяна. Армянский институт политологии и международного права. — М.: Армбук, 1994. — 64 с. — 10 000 экз.

## Награды
- Орден Трудового Красного Знамени (1971)
- Орден «Знак Почёта» (4.01.1955)
- Медаль «За трудовую доблесть» (1955)
- Другие медали СССР
- Орден «Кирилл и Мефодий» (НРБ, 1981)
- Заслуженный деятель науки Армянской ССР (1974)
- Государственная премия Армянской ССР (1985)